# Mr. President
Mr. President a fost un grup muzical Eurodance german din Bremen, cunoscut cel mai mult pentru hitul „Coco Jambo” din 1996. Acesta a fost unicul single al formației prezent în clasamentele muzicale americane, ajungând pe poziția Nr. 21 în topul Billboard Hot 100. Până în 1993, grupul a fost cunoscut sub numele de Satellite One. Trupa s-a destrămat în 2008.

## Membrii formației
- Lady Danii (Daniela Haak; 1991–2008)
- T-Seven (Judith Hinkelmann; 1991–2000)
- Sir Prophet (George Jones; 1993–1994)
- Lazy Dee (Delroy Rennalls; 1994–2008)
- Nadia Ayche (2001–2002)
- Myra (Myriam Beckmann; 2002–2003)
- Franzi (Franziska Frank; 2003–2008)

## Discografie

### Albume de studio
| Up'n Away - The Album                                      | - Lansat: 15 octombrie 1994 - Label: Warner (Germany) - Formate: CD, Cassette, Vinil | 37 | —  | 4  | —  | —  | —  | 38 | - FIN: Platină                           |
| We See the Same Sun (Entitled Coco Jumbo in Japan)         | - Lansat: 17 mai 1996 - Label: Warner International - Formate: CD, Casetă, Vinil     | 16 | 15 | 1  | 10 | 80 | 56 | 9  | - FIN: Platină - JPN: Platină - SWI: Aur |
| Nightclub (Entitled Joe Joe Action in Japan)               | - Lansat: 27 august 1997 - Label: Warner International - Formate: CD, Casetă, Vinil  | 10 | 15 | 10 | 17 | —  | —  | 11 | - JPN: Aur                               |
| Space Gate                                                 | - Lansat: 25 mai 1999 - Label: Warner (Germany) - Formate: CD, Casetă, Vinil         | 5  | 22 | 32 | 48 | —  | —  | 11 |                                          |
| "—" denotes items that did not chart or were not released. |                                                                                      |    |    |    |    |    |    |    |                                          |

### Albume compilație
| Mr. President (U.S. release only)                          | - Lansat: 15 iulie 1997 - Label: Warner Brothers - Formate: CD,Cassette, Vinil         | 94 |
| Happy People (Japan release only)                          | - Lansat: 26 august 1998 - Label: Warner Brothers (Japan) - Formate: CD, Casetă, Vinil | —  |
| A Kind of...Best!                                          | - Lansat: 20 noiembrie 2000 - Label: Warner International - Formate: CD, Casetă        | —  |
| Forever & One Day (Japan release only)                     | - Lansat: 12 iunie 2003 - Formate: CD, Casetă                                          | —  |
| "—" denotes items that did not chart or were not released. |                                                                                        |    |

### Single-uri
| Titlu                                                      | An   | Poziții de top | Poziții de top | Poziții de top | Poziții de top | Poziții de top | Poziții de top | Poziții de top | Poziții de top | Poziții de top | Poziții de top | Certificări                                                                 | Album                         |
| Titlu                                                      | An   | GER            | AUS            | AUT            | FIN            | FRA            | NDL            | SWE            | SWI            | UK             | US             | Certificări                                                                 | Album                         |
| ---------------------------------------------------------- | ---- | -------------- | -------------- | -------------- | -------------- | -------------- | -------------- | -------------- | -------------- | -------------- | -------------- | --------------------------------------------------------------------------- | ----------------------------- |
| "MM"                                                       | 1993 | —              | —              | —              | —              | —              | —              | —              | —              | —              | —              |                                                                             | Non-album single              |
| "Up'n Away"                                                | 1994 | 12             | —              | 6              | 17             | —              | —              | 24             | 17             | —              | —              | - GER: Aur                                                                  | Up'n Away - The Album         |
| "I'll Follow the Sun"                                      | 1995 | 23             | —              | 18             | 15             | —              | —              | —              | 16             | —              | —              |                                                                             | Up'n Away - The Album         |
| "4 On the Floor"                                           | 1995 | 38             | —              | —              | 20             | —              | —              | 36             | —              | —              | —              |                                                                             | Up'n Away - The Album         |
| "Gonna Get Along (Without Ya Now)"                         | 1995 | 31             | —              | —              | —              | —              | —              | —              | —              | —              | —              |                                                                             | Up'n Away - The Album         |
| "Coco Jamboo"                                              | 1996 | 2              | 7              | 1              | 3              | 28             | 2              | 1              | 1              | 8              | 21             | - GER: Platină - AUS: Platină - AUT: Aur - SWE: Aur - SWI: Aur - UK: Argint | We See the Same Sun           |
| "I Give You My Heart"                                      | 1996 | 7              | —              | 12             | 9              | —              | —              | 47             | 6              | 52             | —              | - GER: Aur                                                                  | We See the Same Sun           |
| "Show Me the Way"                                          | 1996 | 28             | —              | 18             | 19             | —              | —              | 59             | 21             | —              | —              |                                                                             | We See the Same Sun           |
| "Coco Jamboo (Christmas Version)"                          | 1996 | —              | —              | —              | 19             | —              | —              | —              | —              | —              | —              |                                                                             | Up'n Away - The Special Album |
| "Gonna Get Along" [re-release]                             | 1996 | —              | —              | —              | 13             | —              | —              | —              | —              | —              | —              |                                                                             | Up'n Away - The Special Album |
| "JoJo Action"                                              | 1997 | 4              | —              | 3              | 8              | —              | —              | —              | 5              | 73             | —              | - GER: Aur                                                                  | Nightclub                     |
| "Take Me to the Limit"                                     | 1997 | 11             | —              | 16             | 18             | —              | —              | —              | 21             | —              | —              |                                                                             | Nightclub                     |
| "Where Do I Belong" (featuring Münchener Freiheit)         | 1997 | 49             | —              | 25             | —              | —              | —              | —              | —              | —              | —              |                                                                             | Nightclub                     |
| "Happy People"                                             | 1998 | 15             | —              | 16             | —              | —              | —              | —              | 17             | —              | —              |                                                                             | Nightclub                     |
| "Give a Little Love"                                       | 1999 | 13             | —              | 8              | —              | —              | —              | —              | 18             | —              | —              |                                                                             | Space Gate                    |
| "Simbaleo"                                                 | 1999 | 30             | —              | 40             | —              | —              | —              | —              | 24             | —              | —              |                                                                             | Space Gate                    |
| "Up'n Away 2K"                                             | 2000 | —              | —              | —              | —              | —              | —              | —              | —              | —              | —              |                                                                             | A Kind of... Best             |
| "Love, Sex & Sunshine"                                     | 2003 | 23             | —              | 35             | —              | —              | —              | —              | —              | —              | —              |                                                                             | Forever & One Day             |
| "Forever & One Day"                                        | 2003 | 51             | —              | 48             | —              | —              | —              | —              | —              | —              | —              |                                                                             | Forever & One Day             |
| "Sweat (A La La La La Long)"                               | 2005 | —              | —              | —              | —              | —              | —              | —              | —              | —              | —              |                                                                             | Non-album single              |
| "Megamix 2006"                                             | 2006 | —              | —              | —              | —              | —              | —              | —              | —              | —              | —              |                                                                             | Non-album single              |
| "—" denotes items that did not chart or were not released. |      |                |                |                |                |                |                |                |                |                |                |                                                                             |                               |